# 平塚八兵衛
平塚 八兵衛（ひらつか はちべえ、1913年（大正2年）9月22日 - 1979年（昭和54年）10月30日）は、警視庁に在籍した刑事警察官。茨城県新治郡土浦町（現：土浦市）出身。警察功労章、警察功績章受章。退職時の階級は警視。20世紀を代表する多くの事件に携わり、「昭和の名刑事」の異名を持つ。

## 人物
旧制常総学院中学校卒業。卒業後は土浦で農業に従事していたが、ある事件で誤認逮捕され、土浦警察署での取調中に殴る蹴るの暴行を加えられた。平塚はこの暴行の経験に発憤し、警察官になろうと決意して上京、警視庁に入庁する。
1939年（昭和14年）、平塚は鳥居坂警察署（現・麻布警察署）に配置される。当初は外勤（交番勤務）であったが、のちに刑事係刑事を経て、検挙率が同庁でトップになり、間もなく「花の捜査一課」へ異動する。以後、1943年（昭和18年）から1975年（同50年）3月の退職まで刑事部捜査一課一筋であった。
平塚は「落としの八兵衛」「喧嘩八兵衛」「鬼の八兵衛」「捜査の神様」など数々の異名で知られる敏腕の刑事であった。なお、平塚が在任中に手がけた事件は殺人だけでも124件に上り、後述するような戦後の大事件の捜査でも第一線に立ち続けた。その中でも特に平塚の名を高めたものとしては、犯人に身代金を奪取された後に犯人の声をメディアに大々的に報道されて国民的関心事となる中で迷宮入り寸前になり戦後最大の誘拐事件と言われた吉展ちゃん誘拐殺人事件において、犯人の小原保のアリバイを崩して自供に至らせた粘り強い取り調べがある。
平塚は三億円事件捜査主任を最後に退職した。三億円事件の公訴時効が成立する9か月前の退職であった。その年に毎日新聞と産経新聞に捜査事件のレビューが掲載された。吉展ちゃん事件は両紙とも大きく取り上げたが、帝銀事件・下山事件は毎日新聞は短く掲載した。その後事件のコメンテーターとして、テレビや映画『実録三億円事件 時効成立』（1975年 東映）に出演した。また、テレビ時代劇「駆けろ!八百八町」（1977年、NET）には北町奉行役で出演した。
退職から4年後の1979年、平塚は膵臓癌のため没した。享年66。逮捕した被疑者は極刑に処せられた者も多かったが、結局、帝銀事件の死刑囚である平沢貞通より先に鬼籍に入った。
巡査から巡査部長・警部補・警部・警視とすべて無試験で昇任している。平塚はまた、退職までに警視総監賞を94回受賞したのをはじめとして、帝銀事件で警察功労章を、吉展ちゃん誘拐殺人事件で警察功績章をそれぞれ受章している。

息子の平塚進（ -2024年3月24日）は医師となり1982年、神立（かんだつ）中央クリニックを土浦市に開設した。同院は後に160床を有する総合病院、神立病院へと発展した。進は福島県立医科大学に在学中、研修医の待遇改善を求める青年医師連合（青医連）運動に身を投じ、4年時には逮捕、勾留されたこともある。平塚は進を信じ、活動を否定しなかった。

## 主な取り扱い事件
- 小平事件
- 片岡仁左衛門一家殺害事件
- 帝銀事件 - 冤罪の可能性が指摘されている
- 下山事件
- BOACスチュワーデス殺人事件
- 吉展ちゃん誘拐殺人事件
- カクタホテル殺人事件 - 当初自殺と思われたが、平塚が現場の状況から他殺と判断。その後犯行内容が明らかになった。
- 三億円事件 - 平塚のリークが発端となって誤認逮捕（三億円別件逮捕事件）を生じ、後に被疑者とされた男性は自殺した。
- 大森勧銀事件 - 後に冤罪とされた。

## 著書
平塚は1975年の退職後に、三億円事件に関する本を執筆した。
- 『三億円強奪事件 ホシを追いつづけた七年間の捜査メモ』（勁文社）
- 『三億円事件ホシはこんなやつだ』（みんと）

## 漫画
『平塚八兵衛捜査記録 ザ・のら犬』原案：平塚八兵衛・劇画：石川球太〈『週刊少年チャンピオン』1975年49号(12月1日号)～1976年15号(4月5日号)〉

## 平塚八兵衛を演じた俳優
- 芦田伸介 - 土曜ワイド劇場『戦後最大の誘拐 -吉展ちゃん事件-』（テレビ朝日、1979年6月30日）
- 大滝秀治 - 『ニュードキュメンタリードラマ昭和 松本清張事件にせまる』第22回「三億円事件の犯人は?」（テレビ朝日、1984年9月6日）
- 中村梅雀 - 土曜プレミアム 完全犯罪ミステリースペシャル『完全犯罪ミステリースペシャル 新証言!三億円事件・40年目の謎を追え!』（フジテレビ、2008年12月13日）
- 渡辺謙 - テレビ朝日開局50周年記念『刑事一代 平塚八兵衛の昭和事件史』（2009年6月20日、6月21日）
- 不破万作 - 土曜プレミアム『独占追跡！三億円事件“最後の告白者”〜真犯人の影…45年目の新証言〜』（フジテレビ、2013年12月21日）
- 近藤芳正 - 舞台作品「斜交（しゃっこう）- 昭和40年のクロスロード」にて。2017年、水戸芸術館ACM劇場での公演、主演。但し役名は「平塚八兵衛」ではなく「三塚九兵衛」となっていた。